# Marcos Caldas
Marcos Antônio de Carvalho Caldas (Brejo, 9 de fevereiro de 1966) é um empresário e político brasileiro filiado ao PROS, é deputado estadual do Maranhão. Chegou a assumir o governo do Maranhão entre os dia 5 e 15 de abril de 2012.
Ingressou na política em 2006 foi eleito deputado estadual. Reeleito em três vezes. 
Foi governador interino do Maranhão em abril de 2012 em razão da licença da então governadora Roseana Sarney e de seu vice Washington Luiz Oliveira.